# Abraxas adelphica
Abraxas adelphica är en fjärilsart som beskrevs av Eugen Wehrli 1932. Abraxas adelphica ingår i släktet Abraxas och familjen mätare. Inga underarter finns listade i Catalogue of Life.